# Piczo.com
Piczo.com er et selskab, som tilbyder personer over 13 år en gratis websted. Piczo har funktioner som shoutbox, vennetjenester og gæstebog. Piczo er gratis og man behøver ingen HTML-færdigheder for at redigere siderne, men det er også muligt at sætte HTML-tabeller og lignende ind. Man kan bygge sin helt egen personlige side, med lige så mange sider man vil.
Piczo.com lukkede ned i november 2012.